# Traîtrise

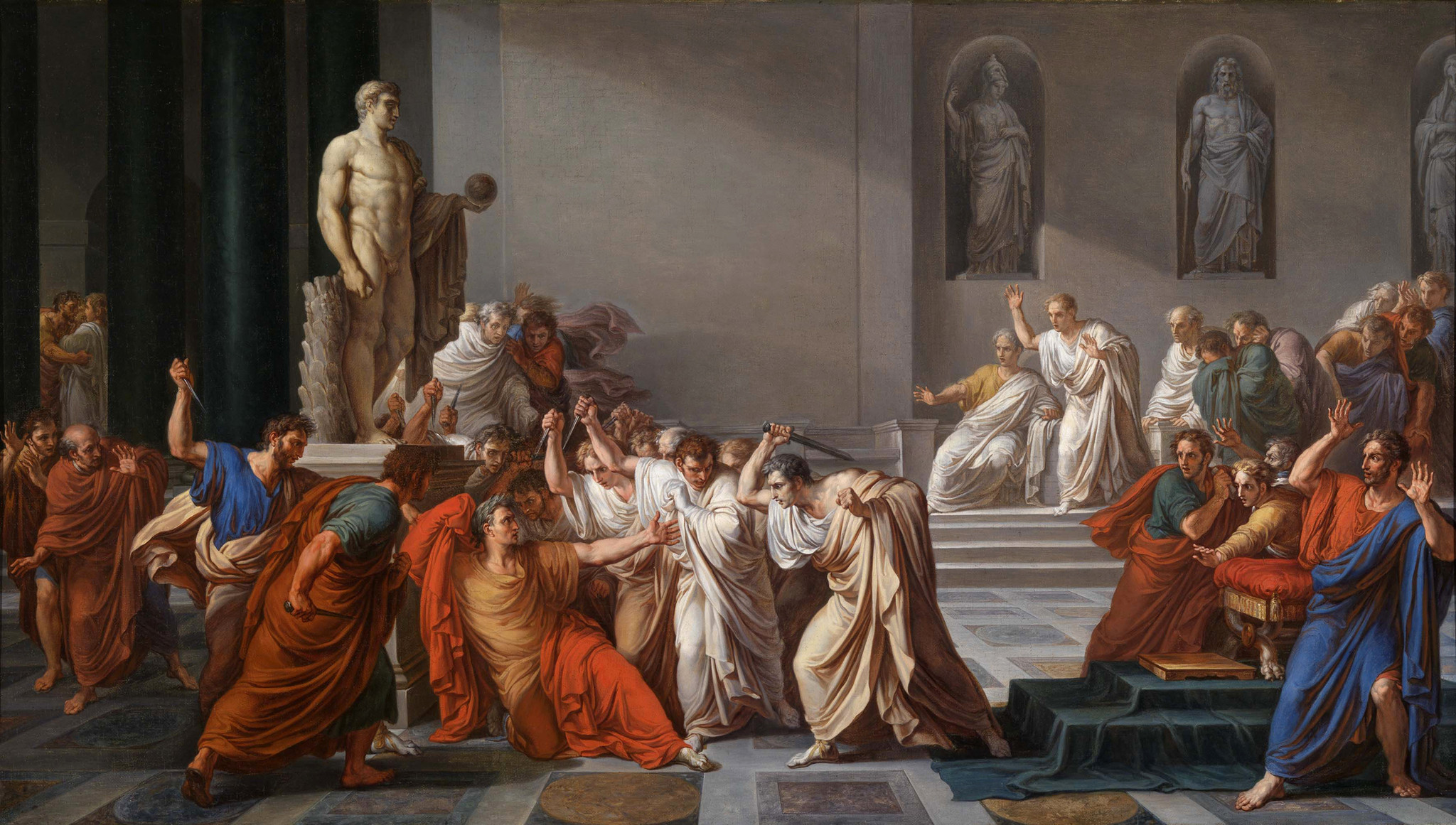
La mort de Jules César, un exemple classique d'assassinat par traîtrise.

La traîtrise ou traitrise est une circonstance aggravante de la responsabilité criminelle, généralement remarquée aux délits contre les personnes. On peut trouver son origine dans l'ordre juridique français (guet-apens), italien (meurtre pour aguato) et espagnol (alevosía). Selon l'ancienne formule espagnole, aussi présente dans la jurisprudence italienne, on considère de traîtrise le fait de commettre un délit à trahison et à coup sûr: « c'est l'usage de moyens ou de façons dans l'exécution du fait afin d'assurer le délit, sans risque pour l'auteur, d'actions que proviennent de la défense que puisse faire le sujet passif ou un troisième ». 
Dans les livres de doctrine pénale classique, l'un des exemples de traîtrise est l'assassinat de Jules César des mains de Sale. Dans l'œuvre de William Shakespeare, Jules César, le dictateur prononce ses fameuses derniers mots à Marcus Junius Brutus : Et tu, Brute? (« Toi aussi, Brutus ? »). Brutus a été l'un des principaux idéologues et acteurs de l'assassinat, parce qu'il savait que Jules César ferait confiance à son fils adoptif.